# Voreichen
Voreichen ist eine Einöde der oberfränkischen Stadt Bad Staffelstein im Landkreis Lichtenfels.

## Geografie
Die Einöde Voreichen liegt etwa sieben Kilometer nordwestlich von Lichtenfels im Norden eines lang gezogenen Dreiecks zwischen Itz und Main. Der Ort befindet sich westlich am Fuß der Banzer Berge in der Nachbarschaft von Altenbanz. 

## Geschichte
Herzog Wilhelm in Bayern hatte 1814 die Ländereien des Klosters Banz erworben. Voreichen entstand in der zweiten Hälfte des 19. Jahrhunderts als herzoglich-bayerisches Forsthaus auf einem Grundstück der Gemarkung Altenbanz in der Flur mit dem Wald „Voreichen“.
1871 hatte die Einöde, die zur Landgemeinde Weingarten gehörte, zwei Einwohner und zwei Gebäude. Der damalige Hauptort Weingarten liegt südöstlich fünf Kilometer entfernt. Die zuständige katholische Kirche befand sich im drei Kilometer entfernten Kloster Banz, die Schule etwa ein Kilometer entfernt in Altenbanz. 1900 lebten in der Einöde drei Personen in einem Wohngebäude. Die zuständige katholische Pfarrei befand sich in Altenbanz, die zuständige evangelische Pfarrei war im fünf Kilometer entfernten Herreth. 1925 hatte Voreichen acht Einwohner und ein Wohngebäude, 1950 lebten in drei Einwohner in einem Wohngebäude. Im Jahr 1970 zählte der Ort sechs Einwohner und 1987 zwei Einwohner sowie ein Wohngebäude.
Am 1. Juli 1972 wurde der Landkreis Staffelstein aufgelöst und die Gemeinde Weingarten in den Landkreis Lichtenfels eingegliedert. Zeitgleich wurde Voreichen aus der Gemeinde Weingarten ausgegliedert und mit Altenbanz, Stadel, Neubanz, Nedensdorf sowie Unnersdorf zur neuen Gemeinde Banz zusammengeschlossen, die dann am 1. Januar 1978 aufgelöst und in die Stadt Staffelstein eingegliedert wurde. Seitdem gehört Voreichen zu Staffelstein.